# 共和村 (新潟県)
共和村（きょうわむら）は、かつて新潟県西蒲原郡にあった村。1901年11月1日の合併によって消滅し、現在は新潟市西蒲区の一部となっている。
以下の記述は合併直前当時の旧共和村に関しての記述であり、現在では名称等が異なる場合がある。なお、ここに記述されていない内容に関しては新潟市などの記事を参照。

## 沿革
- 1889年（明治22年）4月1日 - 町村制施行に伴い西蒲原郡上大原村、下大原村、番屋村、茨島村が合併し、共和村が発足。
- 1901年（明治34年）11月1日 - 西蒲原郡潟前村と合併し、大原村となり消滅。

## 地域
共和村は、合併した村名を継承する以下の大字で構成される。
上大原（かみおおはら）
1889年（明治22年）まであった上大原村の区域。現在の新潟市西蒲区大原。
下大原（しもおおはら）
1889年（明治22年）まであった下大原村の区域。現在の新潟市西蒲区大原。
番屋（ばんや）

1889年（明治22年）まであった番屋村の区域。現在の新潟市西蒲区番屋。
茨島（いばらしま）
1889年（明治22年）まであった茨島村の区域。現在の新潟市西蒲区茨島。